# Tilia tuan
Tilia tuan ist eine in China heimische Pflanzenart aus der Gattung der Linden (Tilia) in der Familie der Malvengewächse (Malvaceae).

## Beschreibung
Tilia tuan ist ein laubabwerfender Baum, der Wuchshöhen 10 von bis 20 Meter erreicht. Die Borke ist grau. Die Rinde der Zweige ist glatt oder behaart. Die gestielten Laubblätter sind einfach. Der glatte oder behaarte Blattstiel ist 1 bis 6 cm lang. Die schmal eiförmige Blattspreite ist 6,5 bis 17 Zentimeter lang und 3,5 bis 11 Zentimeter breit. Die Blätter sind auf der Oberseite kahl bis behaart, unterseits grau bis braun behaart. Die Blattbasis ist asymmetrisch und mehr oder weniger herzförmig. Der Blattrand ist glatt bis vor allem in der Nähe der Blattspitze gesägt oder gezähnt. Beiderseits der Blatt-Mittelrippe verlaufen je 3 bis 11 Blattadern.
Drei bis 22 Blüten stehen in einem zymösen Blütenstand zusammen, der etwa 3 bis 14 Zentimeter groß ist. Das behaarte bis glatte Hochblatt ist 6 bis 16 mal 1 bis 3 Zentimeter groß. Das Hochblatt ist auf etwa der Hälfte seiner Länge mit dem glatten bis behaarten Blütenstandsstängel verwachsen. Der Blütenstiel ist 4 bis 9 mm groß. Die zwittrigen, radiärsymmetrischen Blüten sind fünfzählig. Die fünf behaarten Kelchblätter sind 4 bis 6 Millimeter groß. Die fünf glatten Kronblätter sind 6 bis 8 Millimeter groß und kurz genagelt. In fünf Bündeln stehen insgesamt 35 bis 50 Staubblätter zusammen. Es sind fünf Staminodien vorhanden. Der eiförmige Fruchtknoten ist behaart. Der glatte Griffel ist 3 bis 4 Millimeter lang.
Die mehr oder weniger kugeligen Früchte weisen einen Durchmesser von 7 bis 11 Millimeter auf, sind ungerippt und grau bis braun behaart.
Die Chromosomenzahl beträgt 2n = 164.

## Systematik und Verbreitung
In der Art Tilia tuan gibt es drei Varietäten:
- Tilia tuan var. chenmoui (W.C.Cheng) Y.Tang (Syn.: Tilia chenmoui W.C.Cheng): Sie wächst in Wäldern an Flussufern des westlichen Yunnan (Binchuan) in Höhenlagen zwischen 2100 und 2400 Meter.
- Tilia tuan var. chinensis (Szyszył.) Rehd. & E.H.Wilson (Syn.: Tilia miqueliana var. chinensis Szyszył., Tilia  oblongifolia var. sangzhiensis B.R.Liao & W.X.Wang.): Sie wächst in den chinesischen Provinzen Guizhou, Hubei, Hunan, Jiangsu, Sichuan und Zhejiang.
- Tilia tuan var. tuan (Syn.: Tilia angustibracteata Hung T.Chang, Tilia  gracilis Hung T.Chang, Tilia  hupehensis W.C.Cheng ex Hung T.Chang, Tilia  integerrima Hung T.Chang, Tilia  mesembrinos Merrill, Tilia  mofungensis Chun & H.D.Wong, Tilia  oblongifolia Rehder, Tilia  obscura Handel-Mazzetti, Tilia  omeiensis Fang, Tilia  tristis Chun ex Hung T.Chang, Tilia  tuan var. cavaleriei Engler & H.Léveillé, Tilia  tuan f. divaricata V.Engler, Tilia  tuan var. pruinosa V.Engler): Sie wächst in Wäldern der Provinzen Guangxi, Guizhou, Hubei, Hunan, Jiangsu, Jiangxi, Sichuan, Yunnan und Zhejiang in Höhenlagen zwischen 1200 und 2000 Meter.